# Cratere Rayet
Rayet è un cratere lunare di 27,76 km situato nella parte nord-occidentale della faccia nascosta della Luna.